# ジャンタル・マンタル (ジャイプル)
座標: 北緯26度55分29秒 東経75度49分28秒 / 北緯26.92472度 東経75.82444度
ジャンタル・マンタル （Jantar Mantar）は、インド・ジャイプルにある天文台（ヤントラ・マンディル）。ジャンタル・マンタルとは現地の言葉で「計測する機器」を意味する。

## 概要
天文学者で占星術にも造詣の深かったムガル帝国のラージプート族カチワーハー家の当主、マハーラージャ・ジャイ・シング2世によって、1728年から1734年に建てられた。マハーラージャの居城「シティ・パレス」の一角に建てられたが、現在は単独した施設として公開されている。
ジャイ・シング2世はジャイプルを施設を含めて北インドの各地に5か所の天文台を建設した。まず1724年にムガル帝国の首都デリー郊外に所有する土地に、最初のジャンタル・マンタルを建設。カチワーハー家はヒンドゥー教への信仰が厚く、聖地ヴァーラーナシーに所有するカチワーハー家の宮殿の屋根、聖地で巡礼地でもあるマトゥラーとウッジャインにも天文台を建設した。それらのうちでジャイプルのものが最も規模が大きい。
2010年、ユネスコの世界遺産に登録された。

## 施設
ジャンタル・マンタルには天文学や占星術に使用する12の観測機がある。いずれも天体望遠鏡が発達する以前の技術で建設された。これらの施設はジャイ・シング2世が自領の主都をアンベール城からジャイプルに遷都した（1727年）直後、居宅のシティ・パレス (ジャイプル)の建設と並行して進められた。
- サムラート・ヤントラ　　高さ27.4mの日時計で、この天文台で最大の観測機。時計としての精度は2秒。一直線の斜面は北極星を指す。
- ダクシノー・ブリッティ・ヤントラ　　太陽の高度を測定する観測機。
- ウンナターシャ・ヤントラ　　星や惑星の位置を図る観測機。
- ヤントラ・ラージ　　天体の高度を測定する観測機。
- クラーンティ・ヴリッタ・ヤントラ　天体の緯度と経度を測定する観測機。
- ナリ・ヴァラヤ・ヤントラ　　太陽を観測する観測機。
- ジャイ・プラカーシュ・ヤントラ　　ほかの観測機のデータを補足するための観測機。。
- ラーシ・ヴァラヤ・ヤントラ　　占星術に用いる観測機、12の観測機が各々の星座に向かって設置されている。
- ラグ・サムナート・ヤントラ　　サムラート・ヤントラの小型版、世界標準時が採用される以前には、この時計がジャイプルの標準時計であった。時計としての精度は20秒。
- チャクラ・ヤントラ　　子午線通過時間や星の位置を測定する観測機。
- ラーム・ヤントラ　　太陽・月・星の高度と方位を測定する観測機。
- ディガンシャ・ヤントラ　　太陽・惑星・星の位置を測定する観測機。

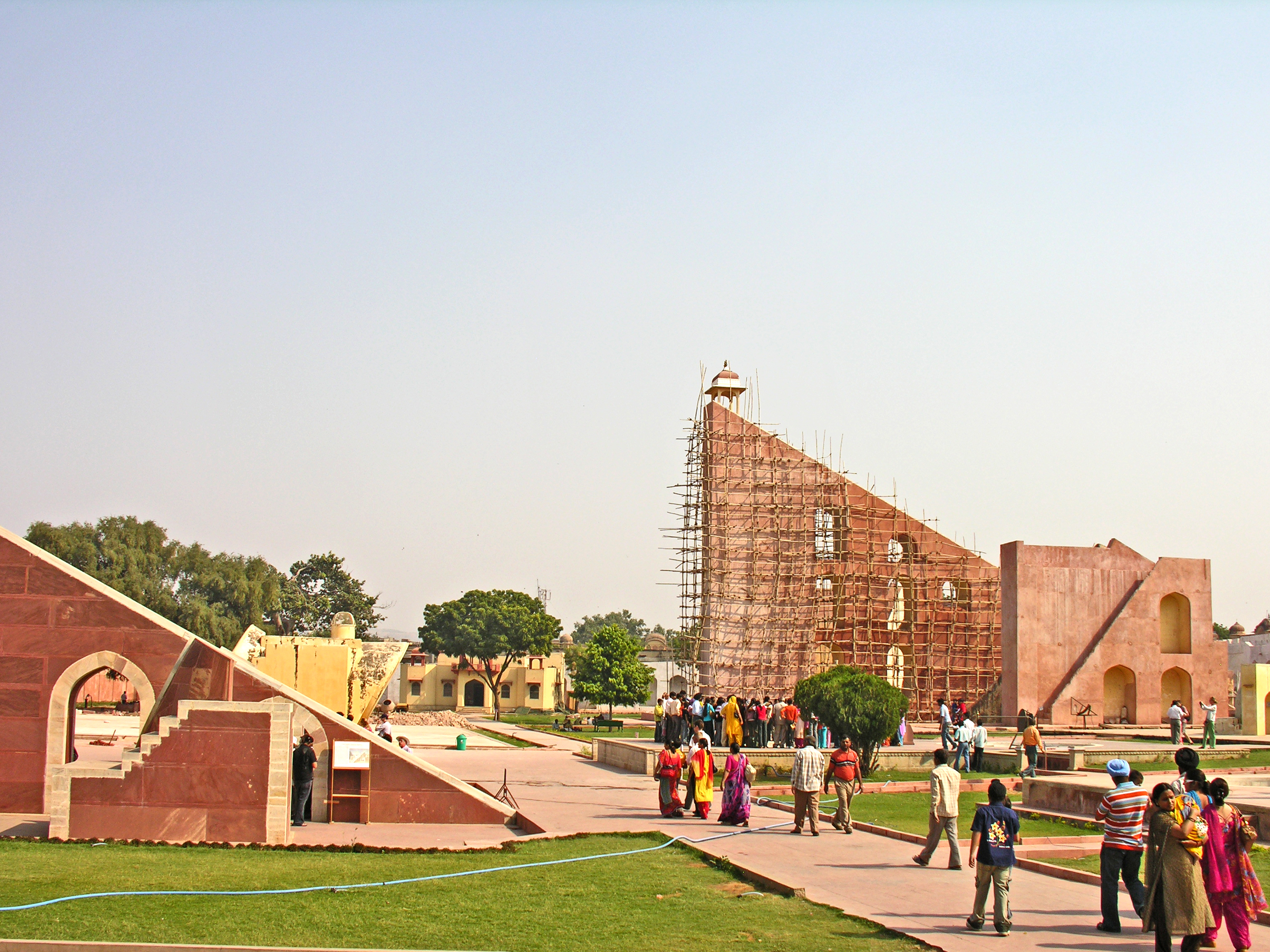
奥に見える高い建造物がサムラート・ヤントラ
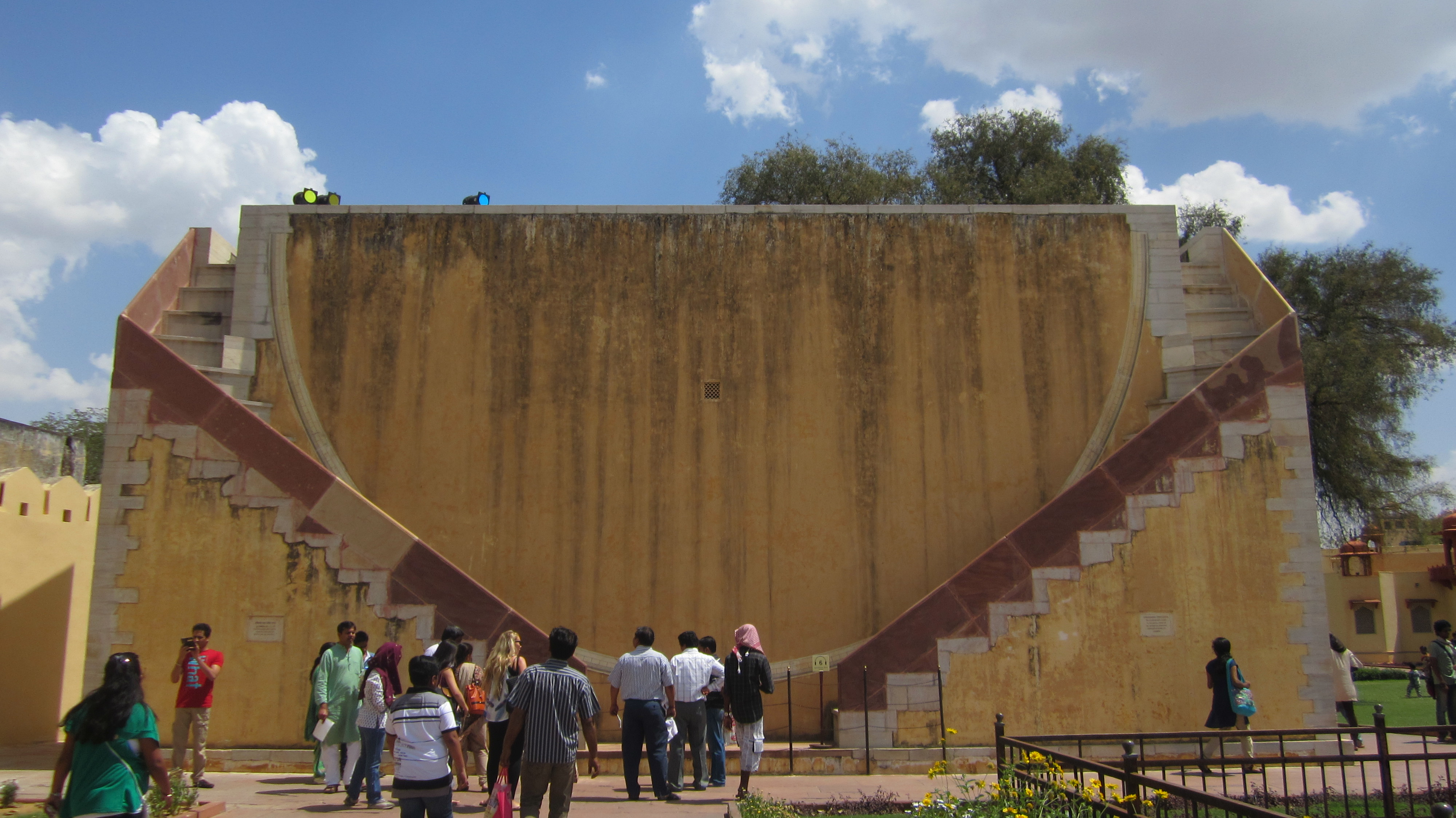
ダクシノー・ブリッティ・ヤントラ　太陽の高度を測定する
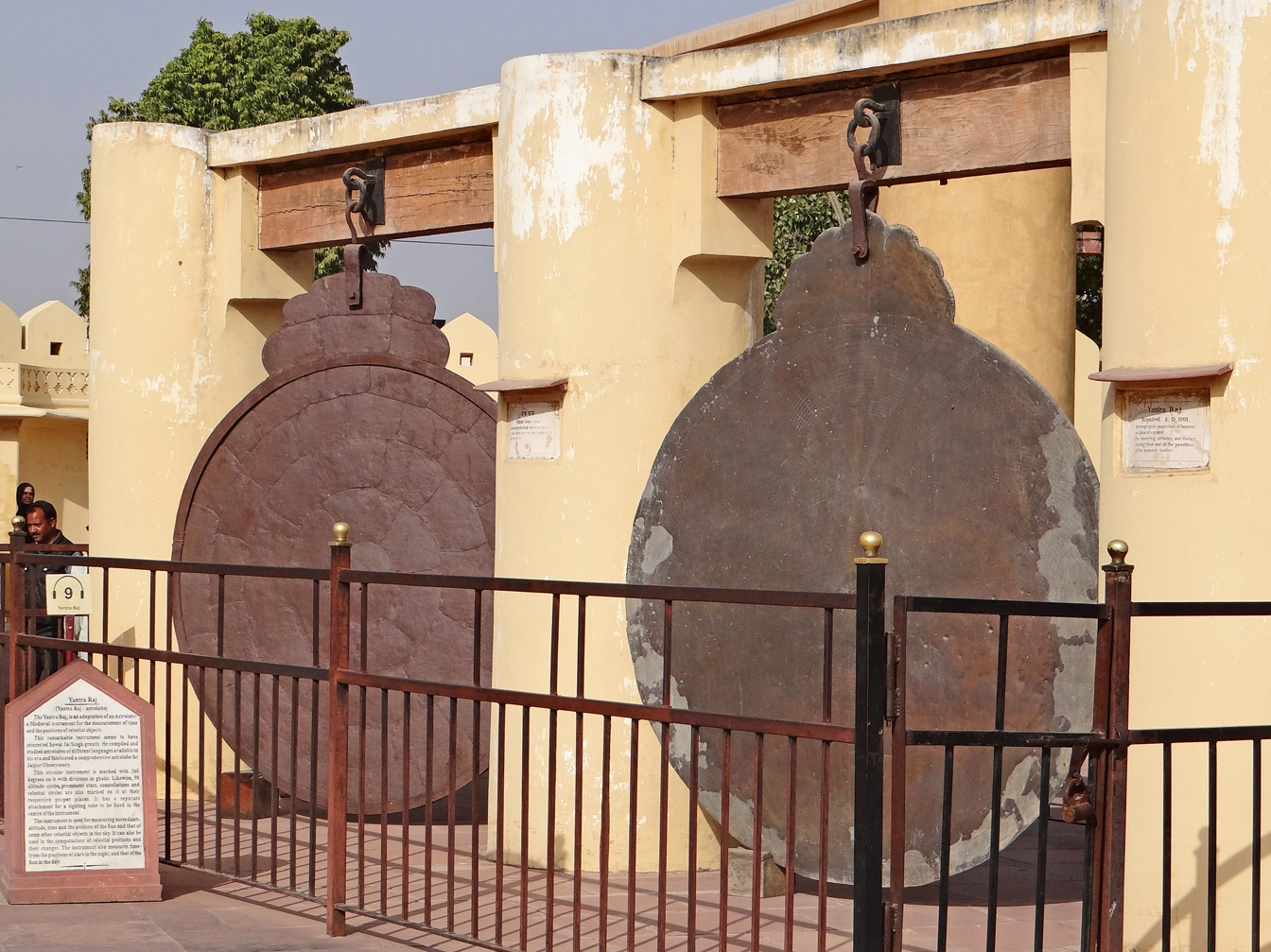
ヤントラ・ラージ
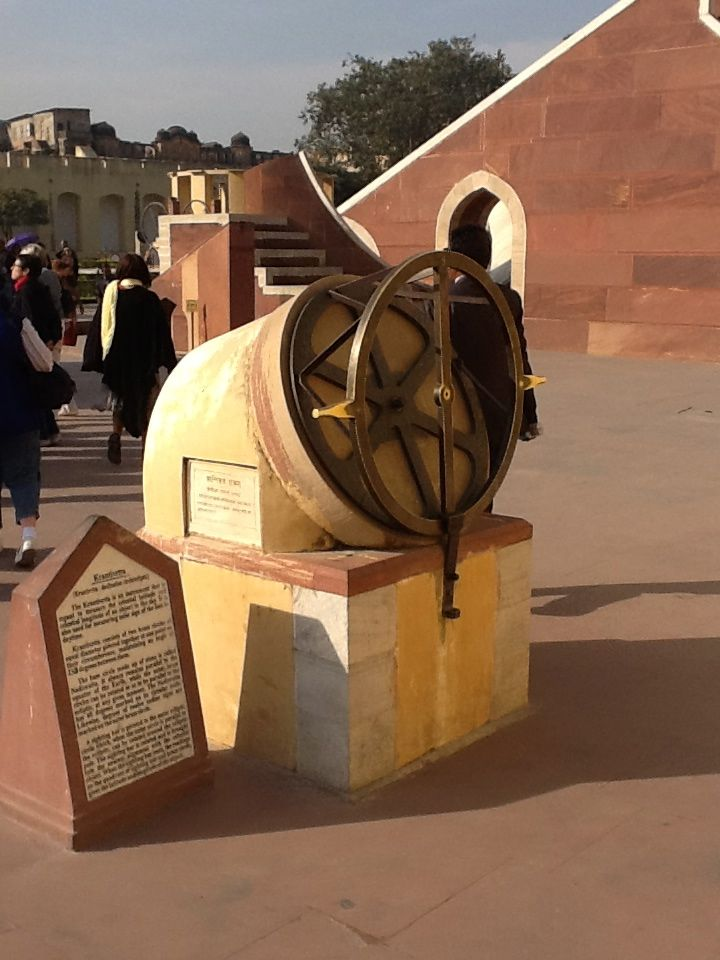
クラーンティ・ヴリッタ・ヤントラ
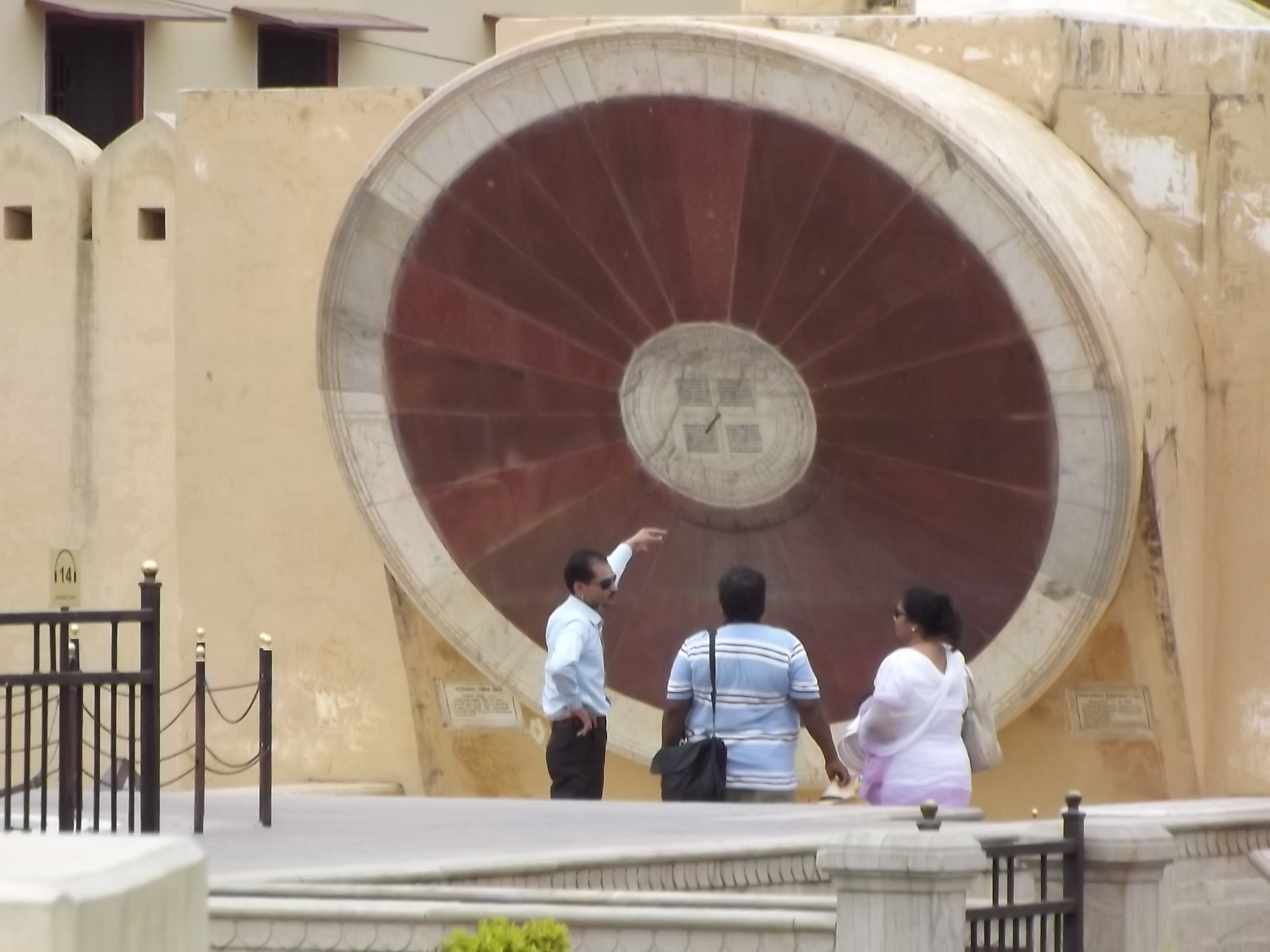
ナリ・ヴァラヤ・ヤントラ　太陽を観測する
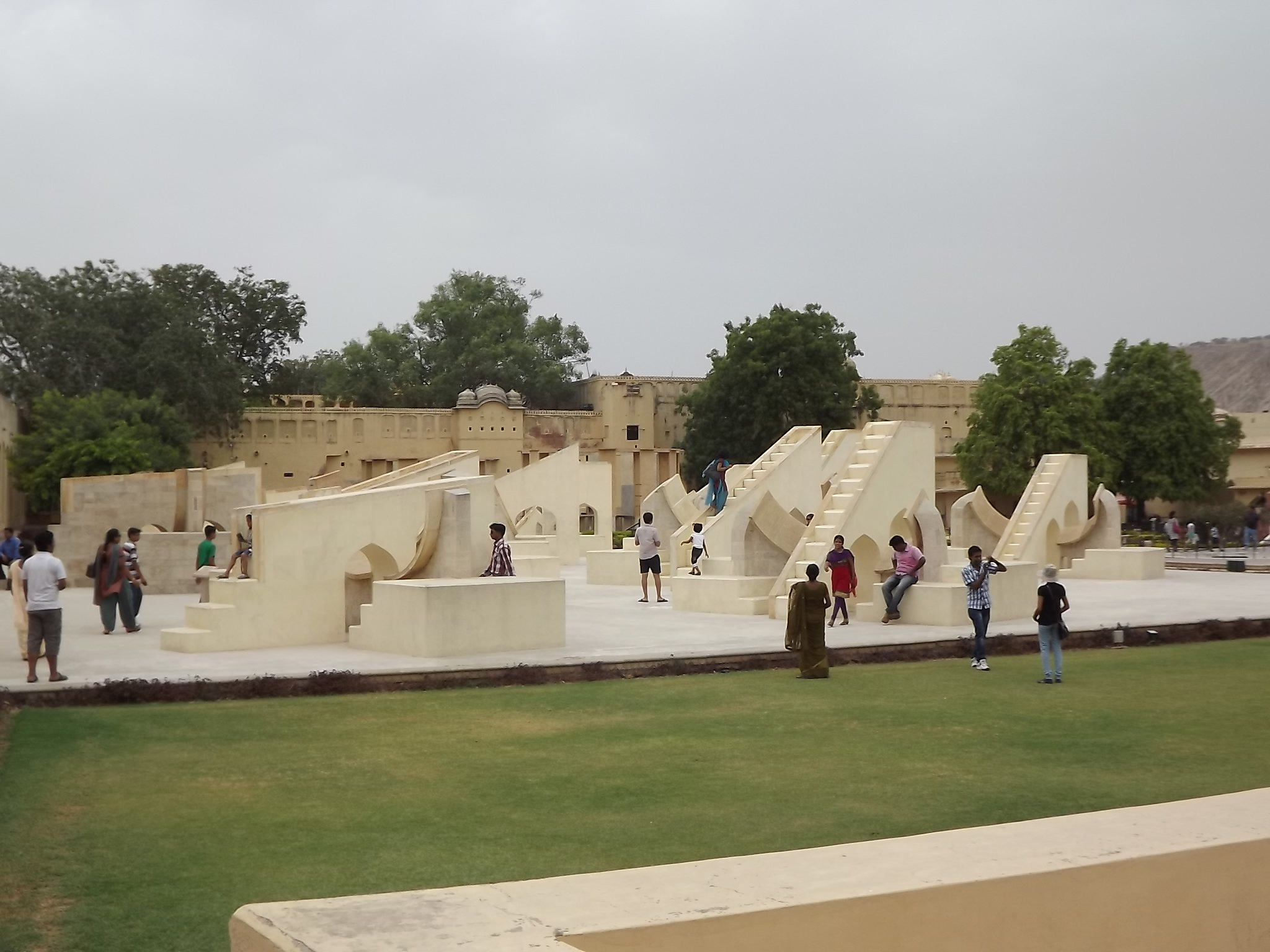
ラーシ・ヴァラヤ・ヤントラ　占星術に用いる観測機
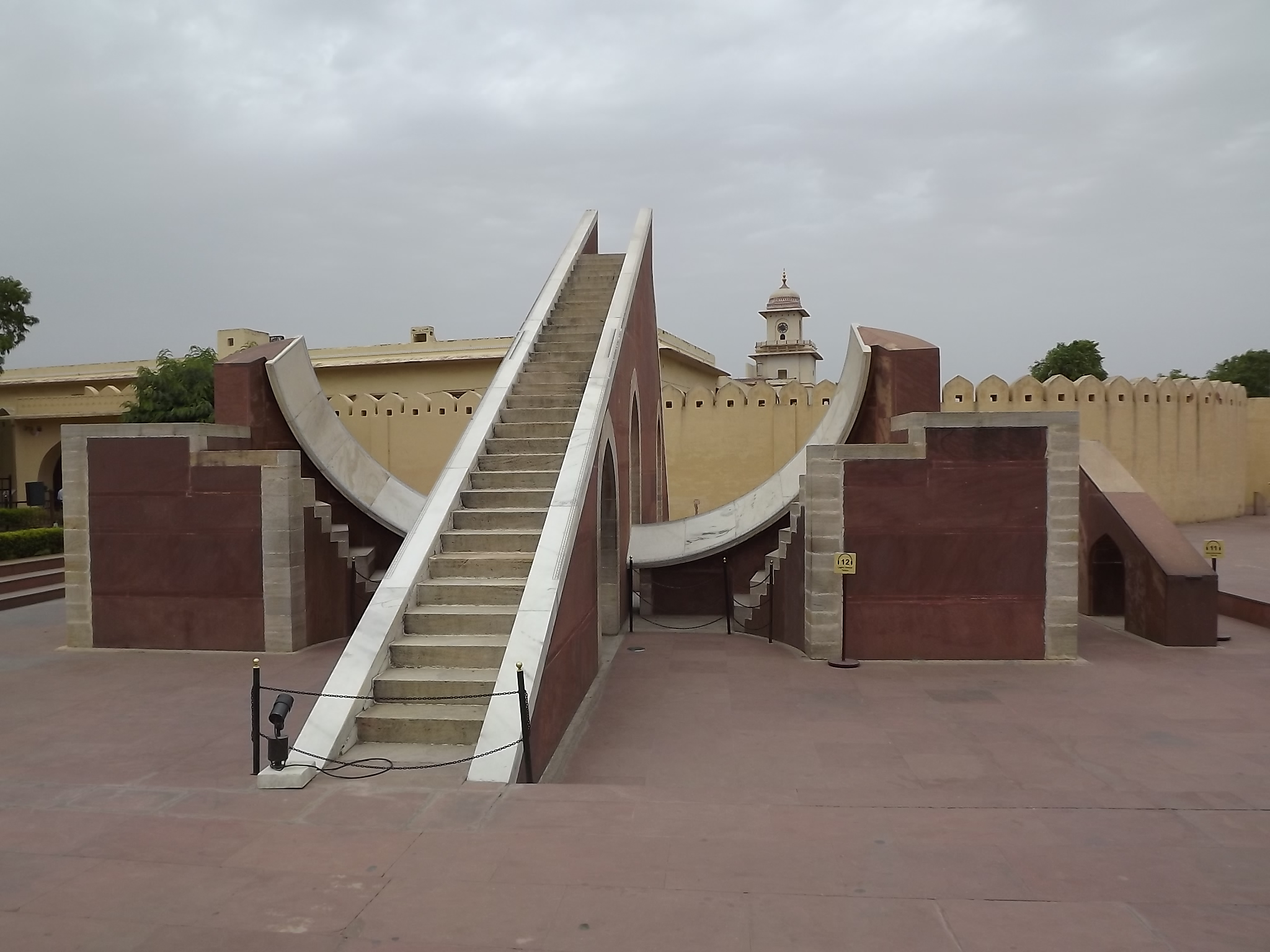
ラグ・サムナート・ヤントラ
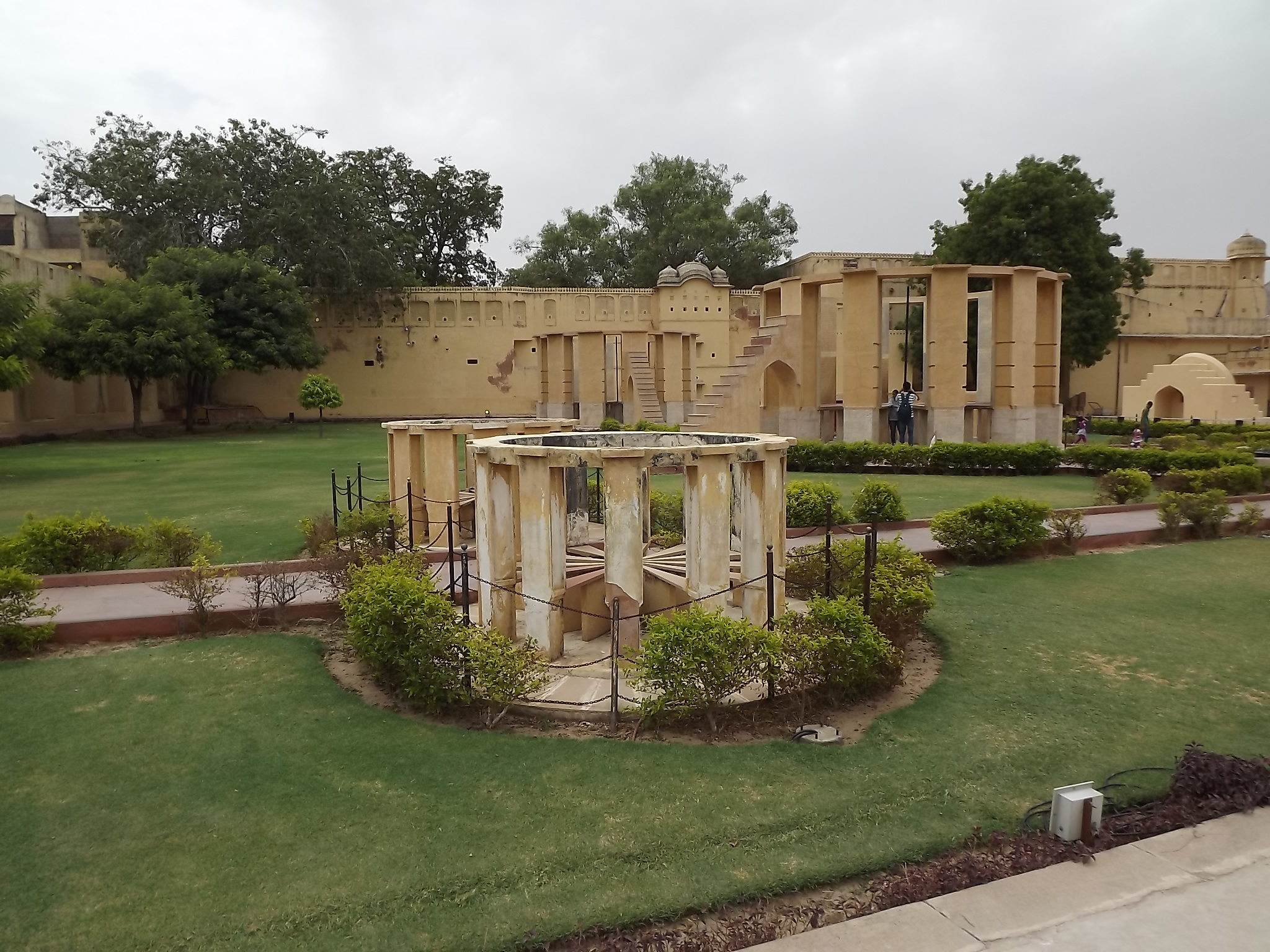
ラーム・ヤントラ　同じ形の建造物が2基でセットになっている

## 世界遺産登録基準
この世界遺産は世界遺産登録基準のうち、以下の条件を満たし、登録された（以下の基準は世界遺産センター公表の登録基準からの翻訳、引用である）。
- (2) ある期間を通じてまたはある文化圏において、建築、技術、記念碑的芸術、都市計画、景観デザインの発展に関し、人類の価値の重要な交流を示すもの。
- (4) 人類の歴史上重要な時代を例証する建築様式、建築物群、技術の集積または景観の優れた例。
- (6) 顕著で普遍的な意義を有する出来事、現存する伝統、思想、信仰または芸術的、文学的作品と直接にまたは明白に関連するもの（この基準は他の基準と組み合わせて用いるのが望ましいと世界遺産委員会は考えている）。